# Óli Mittún
Óli Mittún (Tórshavn, 10 de junio de 2005) es un jugador de balonmano feroés que juega de central o lateral izquierdo en el IK Sävehof. Es internacional con la selección de balonmano de Islas Feroe.
Su primer gran campeonato con la selección fue el Campeonato Europeo de Balonmano Masculino de 2024.

## Palmarés

### IK Sävehof
- Liga sueca de balonmano masculino (1): 2024

### Consideraciones individuales
- MVP del Campeonato Europeo de Balonmano Masculino Sub-18 de 2022[3]
- Mejor central del Campeonato Mundial de Balonmano Masculino Sub-19 de 2023[4]
- Máximo goleador del Campeonato Europeo de Balonmano Masculino Sub-18 de 2022 (80 goles)
- Máximo goleador del Campeonato Mundial de Balonmano Masculino Sub-19 de 2023
- Máximo goleador del Campeonato Europeo de Balonmano Masculino Sub-20 de 2024 (76 goles)

## Clubes
| Club       | País        | Año       |
| ---------- | ----------- | --------- |
| H71 Hoyvik | Islas Feroe | 2021-2022 |
| IK Sävehof | Suecia      | 2022-2025 |
| GOG Gudme  | Dinamarca   | 2025-Act. |